# لاکهید وای‌اف-۱۲
لاکهید وای‌اف-۱۲ (به انگلیسی: Lockheed YF-12) یک هواگرد ساختِ کارخانهٔ لاکهید کورپوریشن در کشور ایالات متحده آمریکا است . نخستین استفاده‌کنندهٔ این هواگرد نیروی هوایی ایالات متحده آمریکا بوده‌است. این هواگرد برای نخستین بار در ۷ اوت ۱۹۶۳ میلادی مورد استفاده قرار گرفت.